# IQ (band)

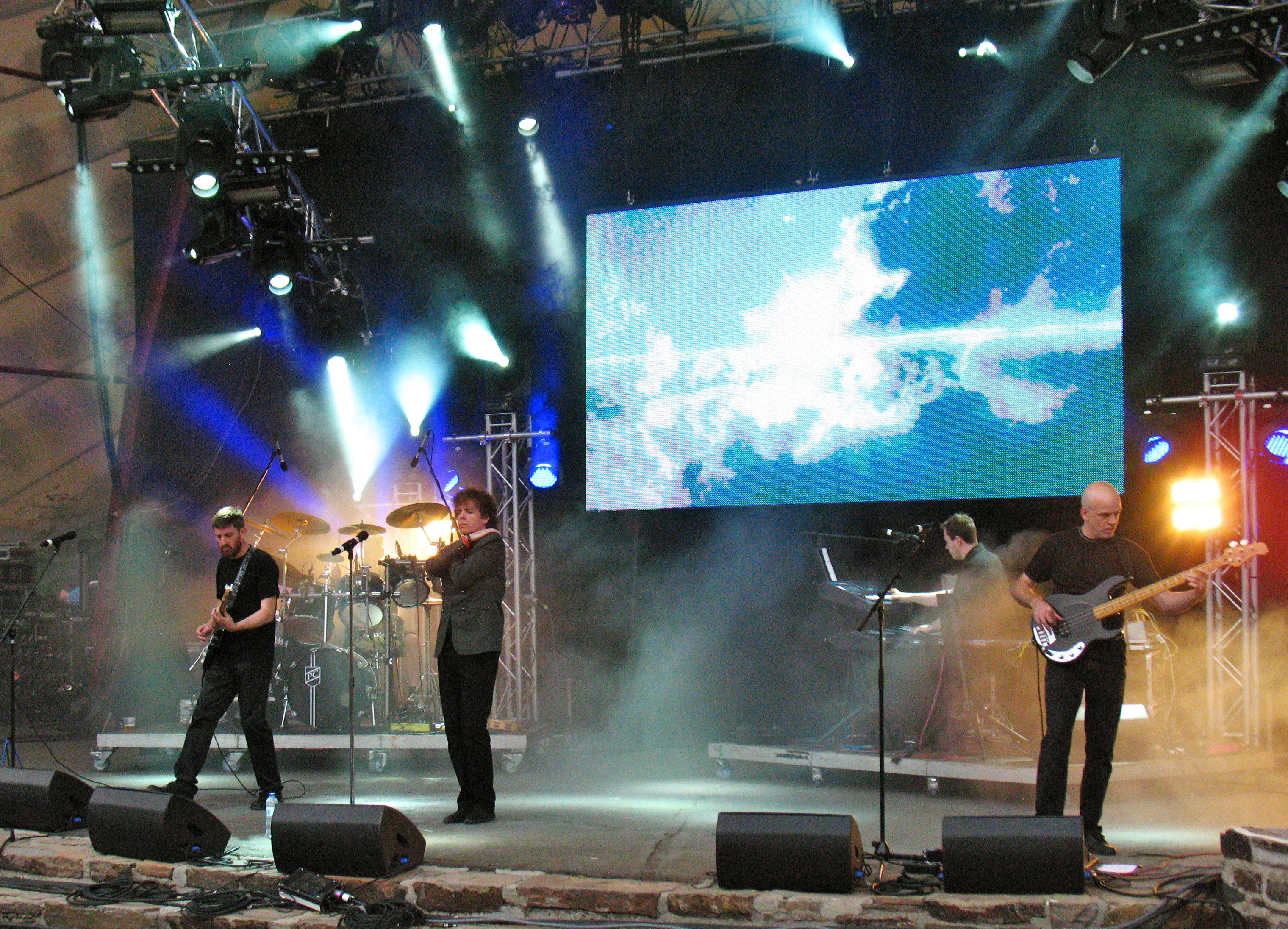
IQ, 2011.

IQ is een Britse progressieve-rockband behorend bij het subgenre neo-prog. De band werd in 1981 opgericht door gitarist Mike Holmes. Groot commercieel succes heeft de band nooit gehad, maar door de jaren heen is wel een groep trouwe aanhangers opgebouwd.
De bezetting is in de jaren nogal gewijzigd. Zanger Peter Nicholls verliet de band om in Niadem's Ghost te spelen en werd vervangen door Paul (P. L.) Menel. Na enige jaren keerde hij terug. Toetsenist Martin Orford was lid van het eerste uur en speelde behalve in IQ ook in de band Jadis, net als bassist John Jowitt. Martin Orford heeft in oktober 2007 de band verlaten en is vervangen door Mark Westworth.
Vooral in de beginjaren werd IQ erg beïnvloed door Genesis. Ook het theatrale gedrag en de buitenissige kostuums, die tijdens optredens worden gebruikt, roepen herinneringen op aan Peter Gabriel. Muzikaal heeft de band door geleidelijk een gevarieerd en eigen geluid weten te ontwikkelen: harde, maar ook melodieuze rock, aangevuld met de diepzinnige en vaak cryptische teksten van Nicholls. Op de twee albums waarop Menel de zangpartijen voor zijn rekening nam waren de muziek en de teksten wat toegankelijker, maar altijd herkenbaar als IQ.

## Laatste bezetting
- Peter Nicholls - zanger (niet op Nomzamo en Are You Sitting Comfortably?)
- Mike Holmes - gitaar, toetsen
- Neil Durant - keyboards
- Paul Cook – drummer (1981- 2005, 2009 - Heden)
- Tim Esau - bassist (1981 - 1990, 2011 - heden)

## Ex-leden
- Paul Menel (alias. P. L. Menel) - zang op Nomzamo en Are You Sitting Comfortably?
- Les 'Ledge' Marshall - basgitaar (overleden)
- Martin Orford - toetsen, achtergrondzang (tot oktober 2007)
- Andy Edwards - drums (vanaf juni 2005 tot 2009)
- Mark Westworth - toetsen (2008-2010)
- John Jowitt - basgitaar, achtergrondzang (tot april 2011)

## Discografie

### Reguliere albums
- Tales from the Lush Attic (1983)
- The Wake (1985)
- Nomzamo (1987)
- Are you Sitting Comfortably? (1989)
- Ever (1993)
- Subterranea (1997)
- The Seventh House (2000)
- Dark Matter (2004)
- Frequency (2009)
- The Road of Bones (2014)
- Resistance (2019)
- Dominion (2025)

### Overig
- Seven Stories into Eight (demo, cassette) (1982)
- Living Proof (live) (1986)
- Nine in a Pond is Here (1987)
- J'ai Pollette D'arnu (1990)
- ForEver Live (1993)
- Seven Stories into Ninety Eight (1998)
- The Lost Attic (1999)
- Subterranea : The Concert (2000)
- The Wake (zomer 2010 - 25-jarig jubileum heruitgave van 1985)
- The Wake in Concert (cd) (oktober 2010)
- Live From The ROAD OF BONES (2015)
- Tales from a Dark Christmas (2017)

## Dvd
- Forever Live (1996)
- Subterranea: The Concert (2000)
- Subterranea: The Concert (2002)
- IQ20: The 20th Anniversary Show (2004)
- Live From London (2005)
- Stage (2006)
- Scrape Across The Sky (2016)

| Muziek-dvd met eventuele hitnotering(en) in de Nederlandse Muziek Dvd Top 30 | Datum van verschijnen | Datum van binnenkomst | Hoogste positie | Aantal weken | Opmerkingen |
| ---------------------------------------------------------------------------- | --------------------- | --------------------- | --------------- | ------------ | ----------- |
| Scrape across the sky                                                        | 2017                  | 04-03-2017            | 5               | 2            |             |